# Парк залізничної станції Запоріжжя II
Парк залізни́чної ста́нції Запорі́жжя II — парк-пам'ятка садово-паркового мистецтва місцевого значення в Україні. Розташований в Олександрівському районі міста Запоріжжя, біля залізничного вокзалу станції Запоріжжя II. 
Площа 3,5 га. Статус присвоєно згідно з рішенням Запорізького облвиконкому від 25.09.1984 року № 315. Перебуває у віданні: Олександрівський райкомунгосп.

## Галерея

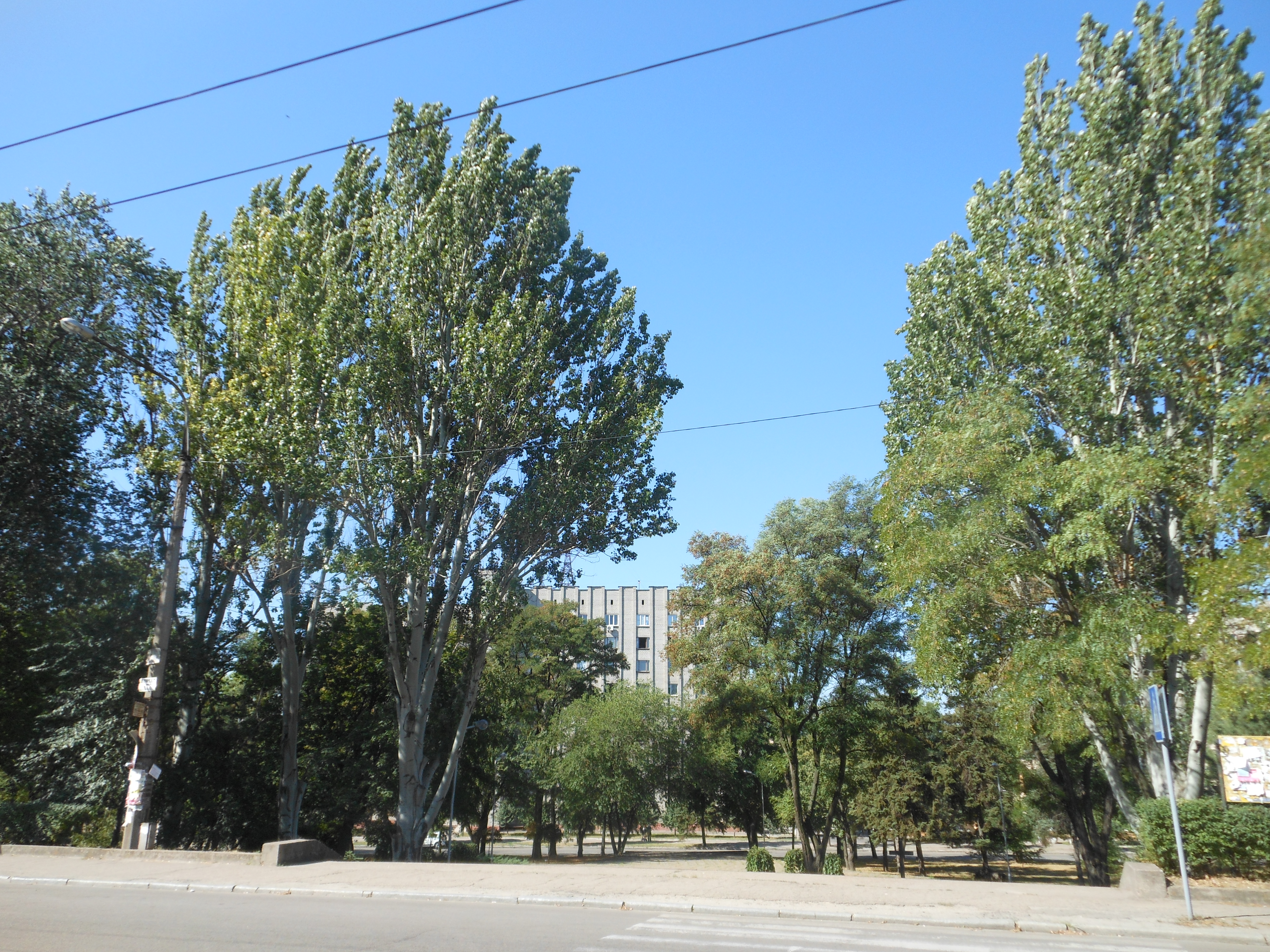
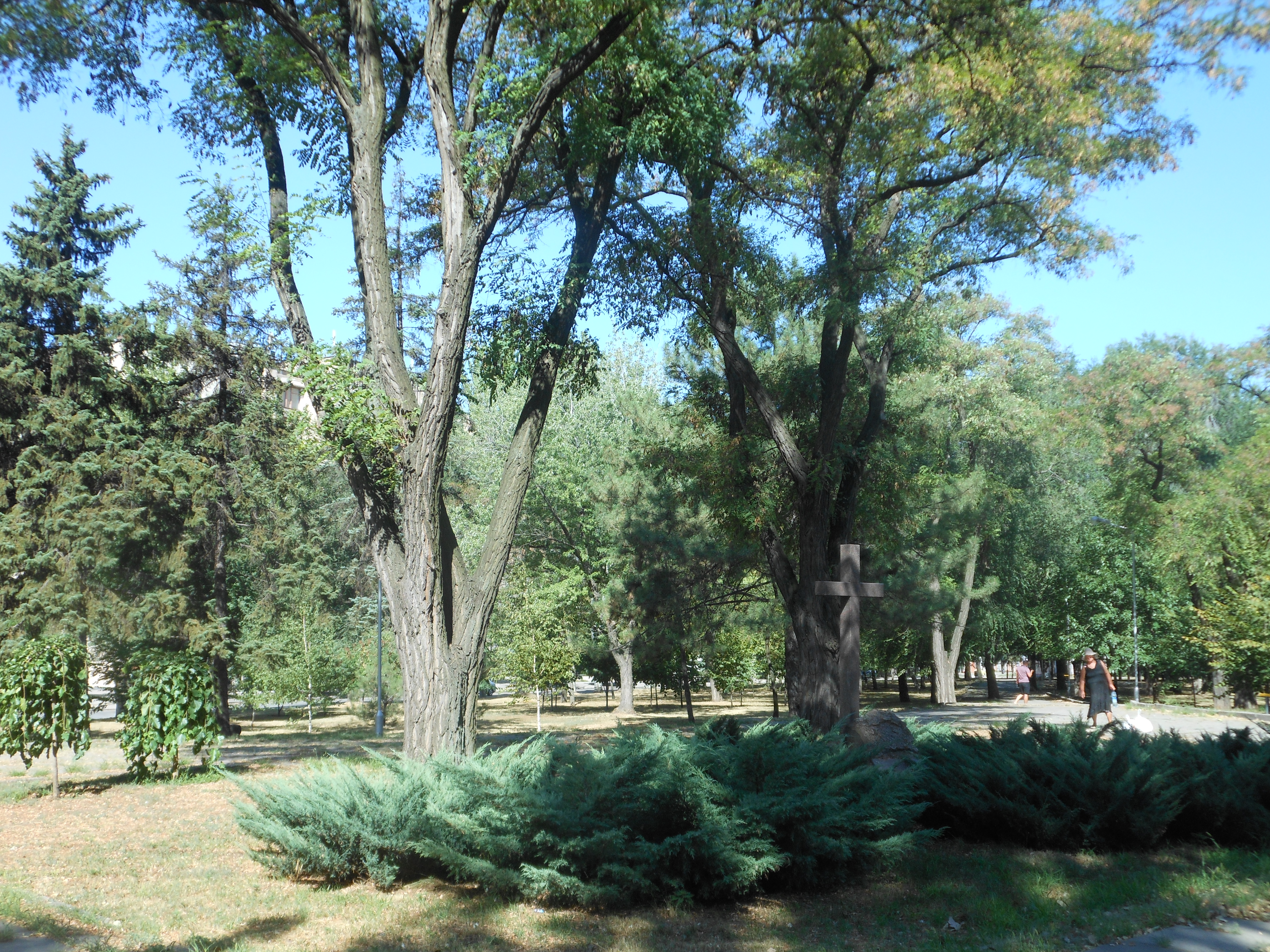
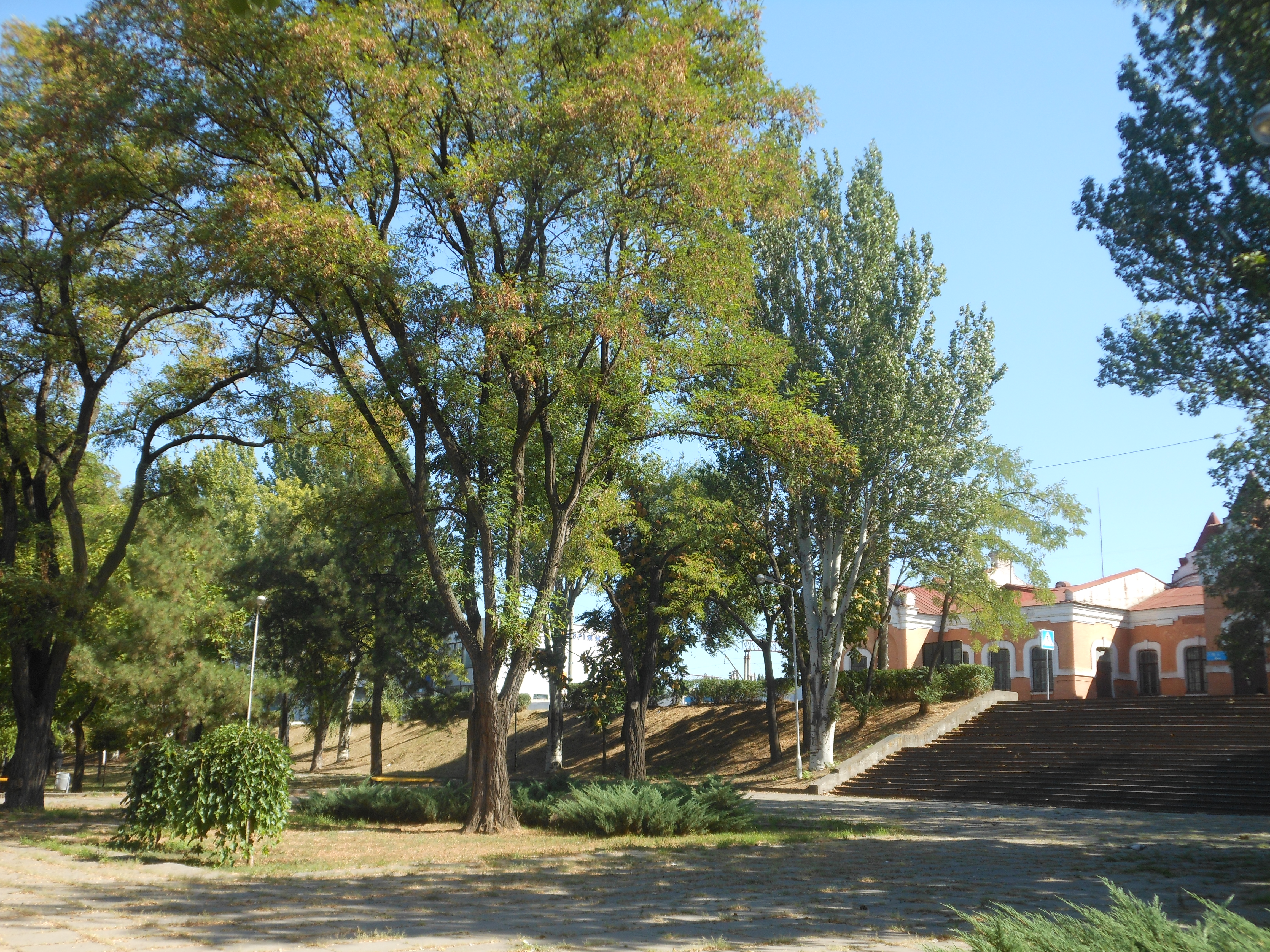

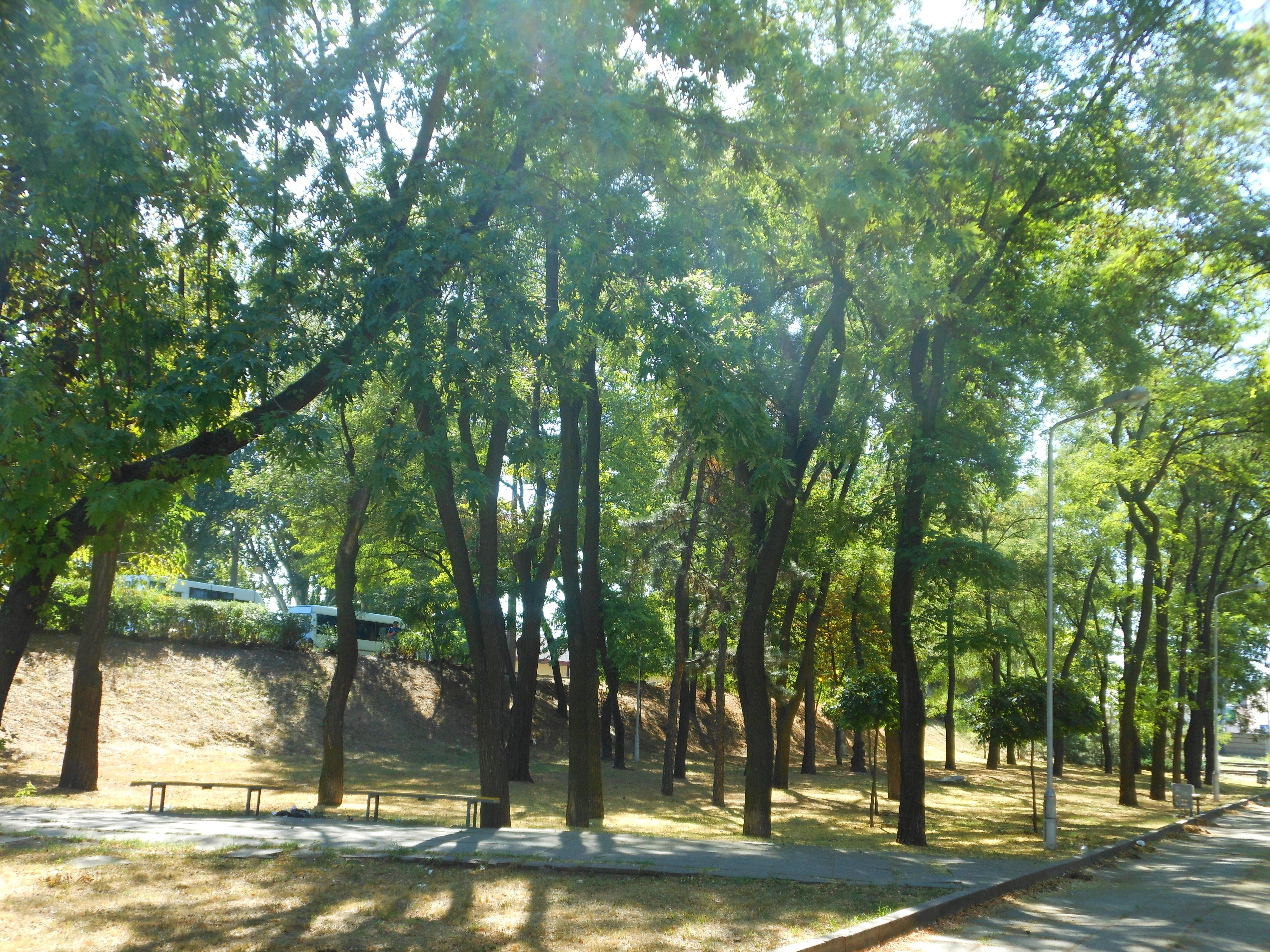
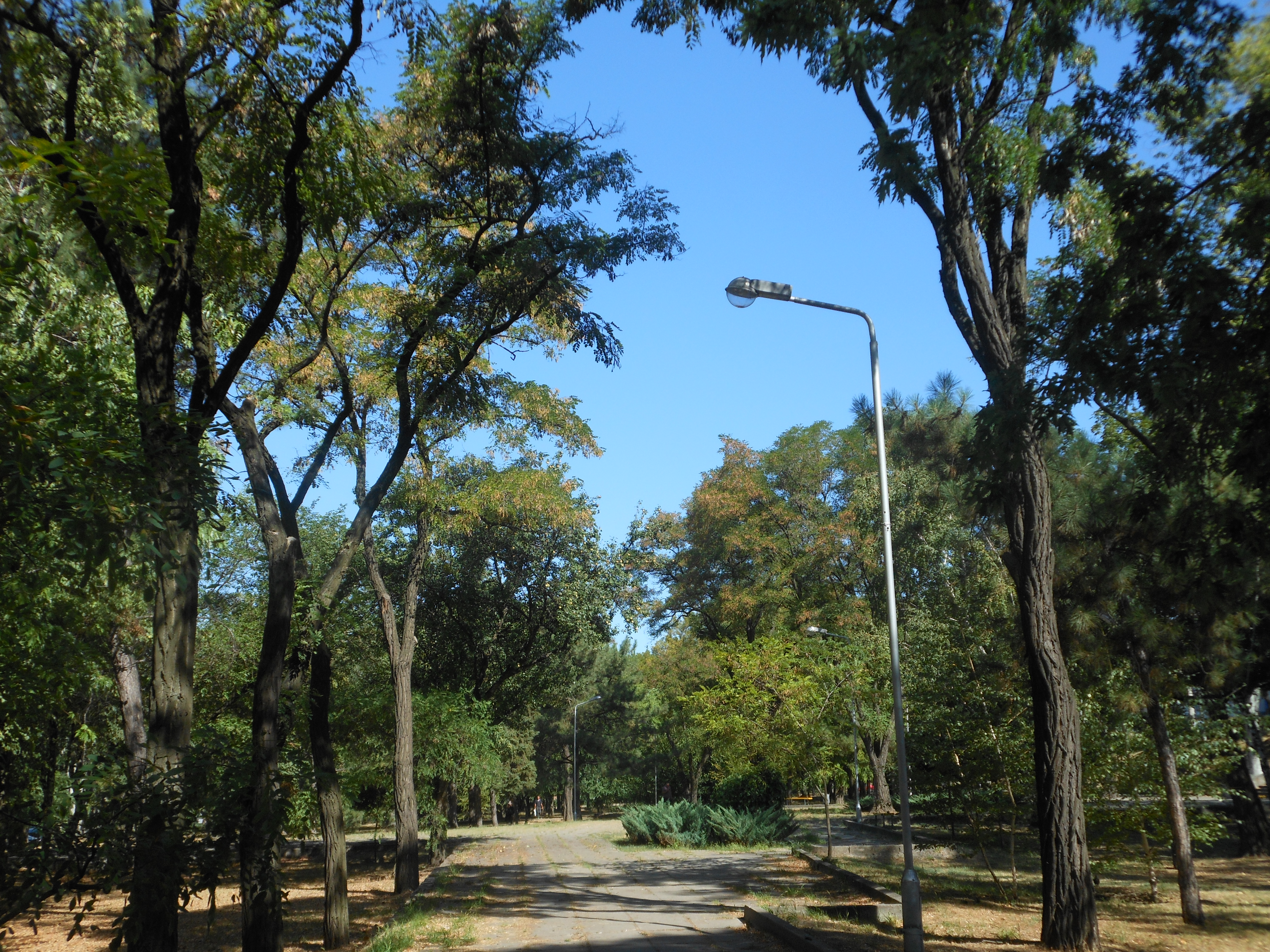
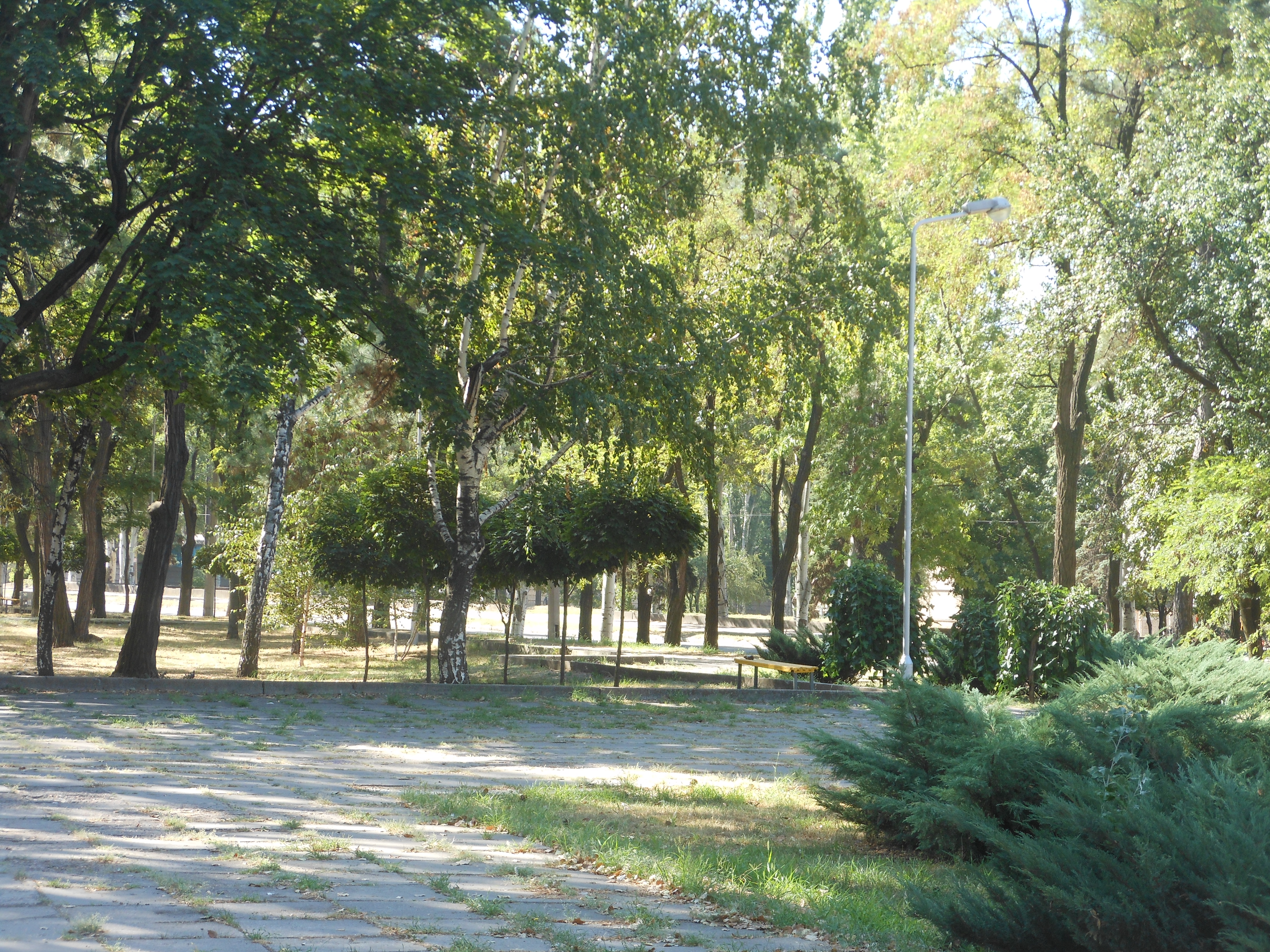